# Jessie Webb
Jessie Stobo Watson Webb (31 juillet 1880 – 17 février 1944) est une universitaire et historienne australienne, l'une des premières femmes enseignantes à l'université de Melbourne. La seule monographie de la vie de Webb est celle de RT Ridley, publiée par le département d'histoire de l'université de Melbourne.

## Jeunesse
Webb est née en 1880 à Ellerslie Station, près de Tumut, au pied des Snowy Mountains en Nouvelle-Galles du Sud. Webb est la seule enfant de l'éleveur Charles Webb, originaire de Nouvelle-Zélande, et de son épouse Jessie Webb, née Watson, d'Écosse, décédée peu de temps après l'accouchement. Webb devient orpheline à l'âge de neuf ans lorsque son père décède après un accident, et Webb est envoyée vivre avec la famille de sa mère à Melbourne.
Webb fréquente le Balaclava College, dans la banlieue sud-est de Melbourne, et réussi ses examens de fin d'études en octobre 1896 à l'âge de seize ans. Elle s'inscrit à l'université de Melbourne le jour de la Saint-Valentin 1898. Au cours de ses études de premier cycle, ell remporte la médaille du Cobden Club et une part de la bourse JD Wyselaskie en histoire constitutionnelle anglaise, avant d'obtenir un baccalauréat ès arts en avril 1902, obtenant des honneurs de première classe en histoire et en économie politique, ainsi qu'en logique et en philosophie. En 1904, Webb y ajoute une maîtrise ès arts.

## Trinity College
De 1901 à 1912, Webb enseigne l'histoire et l'économie politique au Trinity College de l'université de Melbourne ; pendant cette période, elle enseigne également à Ormond College (en) et dans plusieurs écoles secondaires pour filles. Webb rejoint Clara Puella Greig qui dirige un collège de coaching indépendant, composé d'autres femmes diplômées d'université. Webb organise des programmes de tutorat destinés aux étudiants du niveau de la licence jusqu'à toute la durée des cours de premier cycle. En mai 1906, elle s'inscrit auprès du gouvernement comme enseignante.

### Conférencière du soir
En décembre 1908, après sa troisième candidature à l'université, Webb est embauchée comme professeure du soir au département d'histoire — la première femme à être nommée à un tel poste en Australie — pour enseigner l'histoire ancienne et britannique. Lors de sa nomination, Webb est la seule autre enseignante du département, à part le professeur John Simeon Elkington.

### Chargée de cours à temps plein
À la retraite d'Elkington en 1913, elle est élevée au rang de chargée de cours à temps plein, après qu'Ernest Scott (en), le nouveau professeur, eut réussi à faire pression sur l'université pour qu'elle fournisse un assistant à temps plein. Sous Scott, et plus tard sous son successeur, Max Crawford, Webb sert comme professeure intérimaire lorsque le professeur lui-même est en congé, prenant en charge leurs cours et leurs tâches administratives également. Webb a elle-même de vastes responsabilités en matière d'enseignement ; en 1914, par exemple, elle donne deux conférences par semaine en histoire ancienne, et deux autres conférences du soir en histoire ancienne et en histoire britannique chaque semaine, en plus d'un cours de tutorat avec les étudiants honoraires et de consultations sur le travail des étudiants. Webb est principalement responsable de la communication avec les étudiants par correspondance, et elle « envoi même ses propres livres à tour de rôle à ces étudiants, car l'université ne fournit aucun financement pour acheter des livres à diffuser ». Webb ne sous-estime pas l'importance de ces étudiants, qui représentent environ un quart des effectifs du corps enseignant en 1913, « et elle sait que beaucoup d'entre eux sont des enseignants essayant d'améliorer leurs qualifications ». Webb est promue maître de conférences au sein du département d'histoire en 1923 ; en 1925, elle est professeure par intérim. Webb fut à nouveau professeur de théâtre en 1933-1934 et en 1942-1944. Cependant, bien que Max Crawford ait recommandé Webb pour un poste de professeure associée dans son rapport de 1937 à l'université, Webb n'est jamais promue de manière permanente au-delà du poste de maître de conférences, agissant uniquement en tant que remplaçant. Son amie, le Dr Sweet, est nommée professeure associée en 1919, première femme à occuper un tel poste à l'université, mais seulement après avoir été écartée dans la recherche d'un professeur titulaire pour succéder à Baldwin Spencer, malgré un soutien et des recommandations importants de la part de la communauté universitaire locale et internationale. La discrimination à l’égard des femmes dans le monde universitaire n’est pas rare à l’époque. Dans un discours prononcé devant la Société historique de l'université en 1928, rapporté dans Farrago, Webb parle avec ironie de l'exclusion systématique des femmes de la profession archéologique. L'amie de Webb, Ella Latham, n'a plus pu poursuivre sa propre carrière d'enseignante après son mariage. En fait, Webb elle-même n'est embauchée par l'université qu'à sa troisième candidature, après avoir été battue deux fois auparavant par des candidats masculins ayant, sur le papier, des qualifications inférieures aux siennes. Webb reste la seule femme employée au département d'histoire jusqu'à la nomination de Kathleen Fitzpatrick en 1938.
À partir de 1924, Webb organise des achats réguliers pour le compte de l'université de pièces de monnaie anciennes et de moulages de statues, à des fins d'étude et pour décorer le bâtiment de la faculté des Arts. La collection Jessie Webb fait désormais partie de la collection d'études classiques et d'archéologie du musée d'art Ian Potter. Ailleurs dans la vie universitaire, Webb contribue à la fondation du University Women's College — connu depuis 1975 sous le nom de University College — qui a été créé en 1933,.

## Anthologie littéraire
En 1909, Webb se joint à son amie Ella Latham — diplômée des Arts de Melbourne en 1902, professeure à son académie de coaching — pour éditer une anthologie littéraire destinée aux élèves des écoles, Phases of Literature: From Pope to Browning. Le livre est petit, mais comprend des notes substantielles sur les textes sélectionnés qui, témoignant de l'influence de Webb, sont parsemées de références classiques et historiques. Ce devait être la seule œuvre jamais publiée par Webb.

## Activités communautaires
En plus de son emploi universitaire, Webb est impliquée dans diverses activités communautaires pendant cette période. Lorsque la Royal Historical Society of Victoria (en) est fondée en 1909, elle se réunit dans les salles de Webb dans la Block Arcade. Webb est membre fondateur du Lyceum Club en 1912 et en est la présidente de 1920 à 1922. En 1922, Webb est membre fondatrice de la Victorian Women Graduates' Association (aujourd'hui la Fédération australienne des femmes universitaires de Victoria) ; elle est également présidente de cet organisme de 1924 à 1925. Pendant la Première Guerre mondiale, Webb fait campagne en faveur de la conscription avec un groupe d'autres membres du personnel universitaire ; elle et Harrison Moore produisent une brochure en faveur de la conscription.
Fin 1922 et début 1923, Webb rejoint le Dr Georgina Sweet (en), conférencière et également membre fondatrice du Lyceum Club et de l'Association des femmes diplômées, lors d'un voyage à travers l'Afrique, traversant le continent du Cap, Colonie du Cap au Caire, Égypte. Webb s'intéresse beaucoup à l'histoire grecque et, après son voyage en Afrique, elle passe huit mois à la British School d'Athènes. Durant cette période, elle visite des sites archéologiques à Mycènes et à Cnossos (où elle est emmenée en excursion par Arthur Evans) et fait le tour de la Crète à dos de mule. Plus tard en 1923, Webb est déléguée suppléante de l'Australie auprès de la Société des Nations.

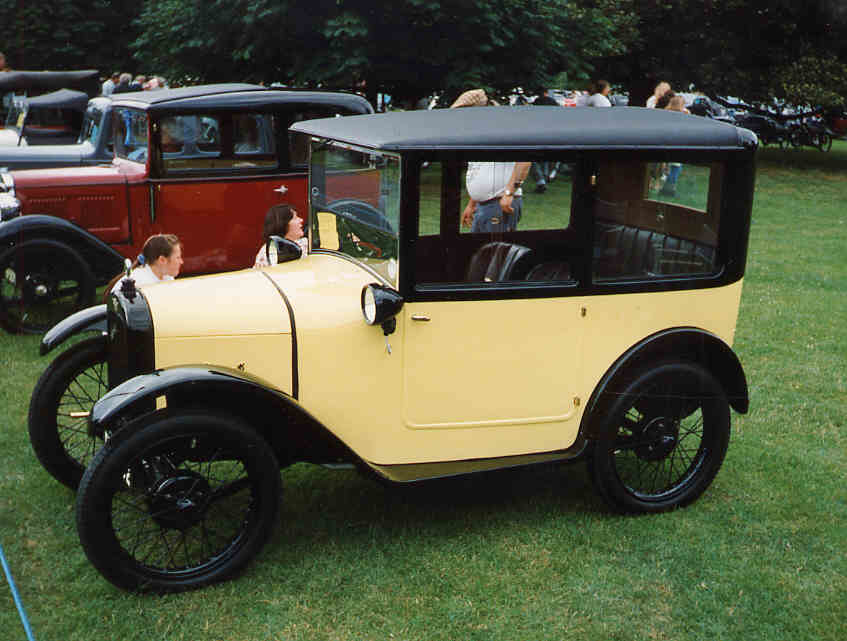
Une Austin 7, du genre de celle dans laquelle Webb et Anderson se rendirent à Alice Springs.

## Voyages
En août 1926, Webb et son amie et collègue du Lyceum, Alice Anderson, se rendent dans le centre de l'Australie, faisant l'aller-retour vers Alice Springs dans une Austin 7. Anderson, une pionnière en mécanique et propriétaire-exploitante d'un garage automobile, décède peu de temps après son retour d'un voyage de six semaines, après s'être accidentellement tiré une balle alors qu'elle nettoyait des armes empruntées pour le voyage.
Webb revient en Europe en 1936, naviguant sur un cargo norvégien, commençant par l'Angleterre, l'Afrique du Nord (où elle visite des colonies grecques et romaines) et la France, puis se rendant à Athènes en train, puis sur la côte égéenne de la Turquie, puis à l'intérieur des terres jusqu'à la Cappadoce. Elle revient via l'Allemagne, la Syrie et les sites mésopotamiens en Irak tels qu'Ur et Babylone. Pendant la majeure partie du voyage, Webb voyage seule, en bus et en train. Webb ne néglige cependant pas ses tâches d'enseignement pendant cette période, rédigeant neuf sujets d'examen pour ses matières et les renvoyant en Australie prêts à être présentés par ses étudiants.

## Décès
Au cours de son dernier mandat en tant que professeure par intérim, Webb continue à exercer ses fonctions administratives en dirigeant le département d'histoire malgré son hospitalisation pour cancer. Webb décède à l'hôpital privé Linden de Saint-Kilda en 1944. Après sa mort, la bibliothèque du département d'histoire de l'université est nommée en son honneur. Webb lègue 7128 £ à l'université dans son testament, qui est utilisé pour financer la bourse Jessie Webb, qui fournit un financement à un étudiant pour imiter la propre expérience de Webb à la British School, pour étudier et faire des recherches pendant une saison en Grèce.

## Héritage
La contribution de Webb à l’histoire et à l’enseignement de l’histoire à Melbourne est peu remarquée par les générations suivantes. Le fait que Webb n'ait publié aucun ouvrage historique contribue à cela, bien que Kathleen Fitzpatrick ait déclaré que Webb « a sous-estimé ses capacités et son érudition, et s'est probablement sentie handicapée par l'éloignement des sites antiques, des grandes bibliothèques et des collègues professionnels, qui ne pouvait être comblé par de rares périodes de congé à l'étranger ». Susan Janson avance que l'accent mis sur la publication de la recherche est un aspect des générations suivantes, et que Webb « a été formé dans une tradition plus ancienne qui soulignait l'impératif pédagogique de l'histoire ».
Bien que Webb n’ait pas publié, elle est généralement bien considérée pour la qualité de son enseignement et l’érudition qui entoure ses conférences. À la pratique de l'histoire telle qu'elle est enseignée à Melbourne, Webb met l'accent sur l'historiographie et l'investigation critique du matériel secondaire, parallèlement à l'accent mis sur l'utilisation de sources primaires. Richard Selleck soutient que pour la qualité de son enseignement, Webb « était respectée à son époque et honorée après la fin de sa carrière », se distinguant particulièrement en offrant un excellent niveau d'éducation aux étudiants du soir et aux étudiants par correspondance, deux groupes peu favorisés par l'administration centrale de l'université. Ronald Ridley lou lea portée de son enseignement, qui englobe non seulement l'histoire politique mais aussi l'histoire économique, sociale et culturelle, et couvre non seulement la civilisation grecque et romaine mais aussi leurs antécédents dans la région, dont l'introduction dans le programme scolaire est considérée par Ridley comme sa « contribution la plus fondamentale à la sensibilisation des étudiants ».Bien que Manning Clark ait été déçu par le manque de « sagesse et de compréhension » qu'il avait recherché mais n'avait pas trouvé dans les cours de Webb, AA Phillips loue son talent pour l'observation humaine, qu'il compare à celui de Jane Austen, et Keith Hancock la classe parmi les trois meilleurs professeurs qu'il a eu à Melbourne.
Bien que la spécialité de Webb soit l'histoire de la Grèce antique, elle est bien informée sur toute l'histoire classique ; elle a un vif intérêt pour l'histoire romaine et suit les domaines en développement rapide de l'histoire et de l'archéologie égyptiennes et mésopotamiennes tout au long de sa carrière. Les anciens étudiants notent l'étendue des intérêts et des lectures de Webb, ainsi que son inclusion fréquente des meilleures recherches contemporaines dans ses cours. Susan Janson salue la qualité et la variété constantes du grand nombre d'examens que Webb a soumis au cours de sa carrière, et soutient que « [s]i nous les prenons comme preuve de la productivité de Jessie Webb, nous pouvons réévaluer son travail d'historienne. ».